# ميستي كوبلاند
ميستي كوبلاند (بالإنجليزية: Misty Copeland)‏ هي راقصة باليه، ولدت في مدينة كنساس، ميسوري، في 10 سبتمبر 1982. بدأت دراساتها لفن الباليه في الثالثة عشرة من العمر، في مركز سن بيدرو للرقص، وفي سن الخامسة عشرة، نالت جائزة الأضواء من المركز الموسيقي، وبدأت منذ ذلك الحين دراستها في مركز لوريدسن للباليه، كما درست في مدرسة سان فرانسيسكو للباليه، وبرنامج التفرغ الصيفي من مسرح الباليه الأميركي بمنحة كاملة، كما حصلت على منحة شركة كوكا كولا الوطنية للالتحاق بمسرح الباليه الأميركي العام 2000.
التحقت كوبلاند باستديو مسرح الباليه الأمريكي في أيلول (سبتمبر) 2000، وفرقة الباليه في العام 2001، وتم اختيارها مؤديةً منفردةً في آب (أغسطس) العام 2007، نالت منحة ليونور أننبيرغ في الفنون العام 2008.
تعد ميستي كوبلاند ثاني امراة سوداء في تاريخ مسرح الباليه الأمريكي التي تنال مرتبة راقصة منفردة وتحقق صدى عالميا واسعا في عالم الباليه.
كوبلاند التي أدت دور الراقصة والدمية كوبيليا في «باليه كوبيليا» التي قدمت أول عرض لها في الشرق الأوسط في مهرجان أبوظبي في دورته الـ 11.
في العام 2007 كانت من أفضل وأكثر راقصات الباليه تميزا، كيف أذهلت التاريخ كونها أول امرأة إفريقية أميركية تلعب دور البطولة في باليه ايغور سترافيسكي The Firbird، برغم انطلاقتها المتأخرة. ويتناول كتاب كوبلاند رحلتها في عالم رقص الباليه، من جهة ودليلا صحيا لخيارات غذائية لراقصي الباليه، ونصائح للعيش في هذا العالم، والصعوبات التي شهدتها في رحلتها حتى اليوم.

## روابط خارجية
- ميستي كوبلاند على موقع IMDb (الإنجليزية)
- ميستي كوبلاند على موقع الموسوعة البريطانية (الإنجليزية)
- ميستي كوبلاند على موقع ميوزك برينز (الإنجليزية)
- ميستي كوبلاند على موقع قاعدة بيانات برودواي على الإنترنت (الإنجليزية)
- ميستي كوبلاند على موقع قاعدة بيانات الفيلم (الإنجليزية)